# Mortagne-au-Perche
Mortagne-au-Perche är en kommun i departementet Orne i regionen Normandie i nordvästra Frankrike. Kommunen ligger i kantonen Mortagne-au-Perche som tillhör arrondissementet Mortagne-au-Perche. År 2022 hade Mortagne-au-Perche 3 857 invånare.

## Befolkningsutveckling
Antalet invånare i kommunen Mortagne-au-Perche
| Referens: INSEE |